# Eusynthemis
Genre
Synonymes
- Metathemis Tillyard, 1910[1]

Eusynthemis est un genre de libellules de la famille des Synthemistidae (sous-ordre des Anisoptères, ordre des Odonates). 
Les espèces de ce genre se rencontrent en Australie, hormis Eusynthemis guttata qui est mentionnée aux îles Salomon.

## Systématique
Le genre Eusynthemis a été créé en 1903 par le botaniste et entomologiste allemand Friedrich Förster (d) (1865–1918) avec pour espèce type Eusynthemis brevistyla et initialement comme un sous-genre du genre Synthemis.

## Liste d'espèces
Selon BioLib (25 avril 2022) :
- Eusynthemis aurolineata (Tillyard, 1913)
- Eusynthemis barbarae (Moulds, 1985)
- Eusynthemis brevistyla (Selys, 1871) - espèce type[4]
- Eusynthemis cooloola Theischinger, 2018
- Eusynthemis deniseae Theischinger, 1977
- Eusynthemis frontalis Lieftinck, 1949
- Eusynthemis guttata (Selys, 1871)
- Eusynthemis netta Theischinger, 1999
- Eusynthemis nigra (Tillyard, 1906)
- Eusynthemis rentziana Theischinger, 1998
- Eusynthemis tenera Theischinger, 1995
- Eusynthemis tillyardi Theischinger, 1995
- Eusynthemis ursa Theischinger, 1999
- Eusynthemis ursula Theischinger, 1998
- Eusynthemis virgula (Selys, 1874)

## Publication originale
- (de) F. Förster, « Odonaten aus Neu-Guinea III », Annales Historico-Naturales Musei Nationalis Hungarici, Budapest, Musée national hongrois, vol. 1,‎ 1903, p. 509-554 (ISSN 0521-4726, 0521-4726 et 2786-1368, lire en ligne).